# NGC 75
NGC 75 (ook wel PGC 1255, UGC 182, MCG 1-1-51, ZWG 408.48 of NPM1G +06.0009) is een lensvormig sterrenstelsel in het sterrenbeeld Vissen.
NGC 75 werd op 22 oktober 1886 ontdekt door de Amerikaanse astronoom Lewis A. Swift.

## John Herschel's h.1955
Het stelsel NGC 75 bevindt zich, vanaf de aarde gezien, net ten noordwesten van de dubbelster h.1955. Deze dubbelster was ontdekt en onderzocht door John Herschel. Amateurastronomen kunnen h.1955 aanwenden als gidsobject om het stelsel NGC 75 op te sporen.